# Selmice

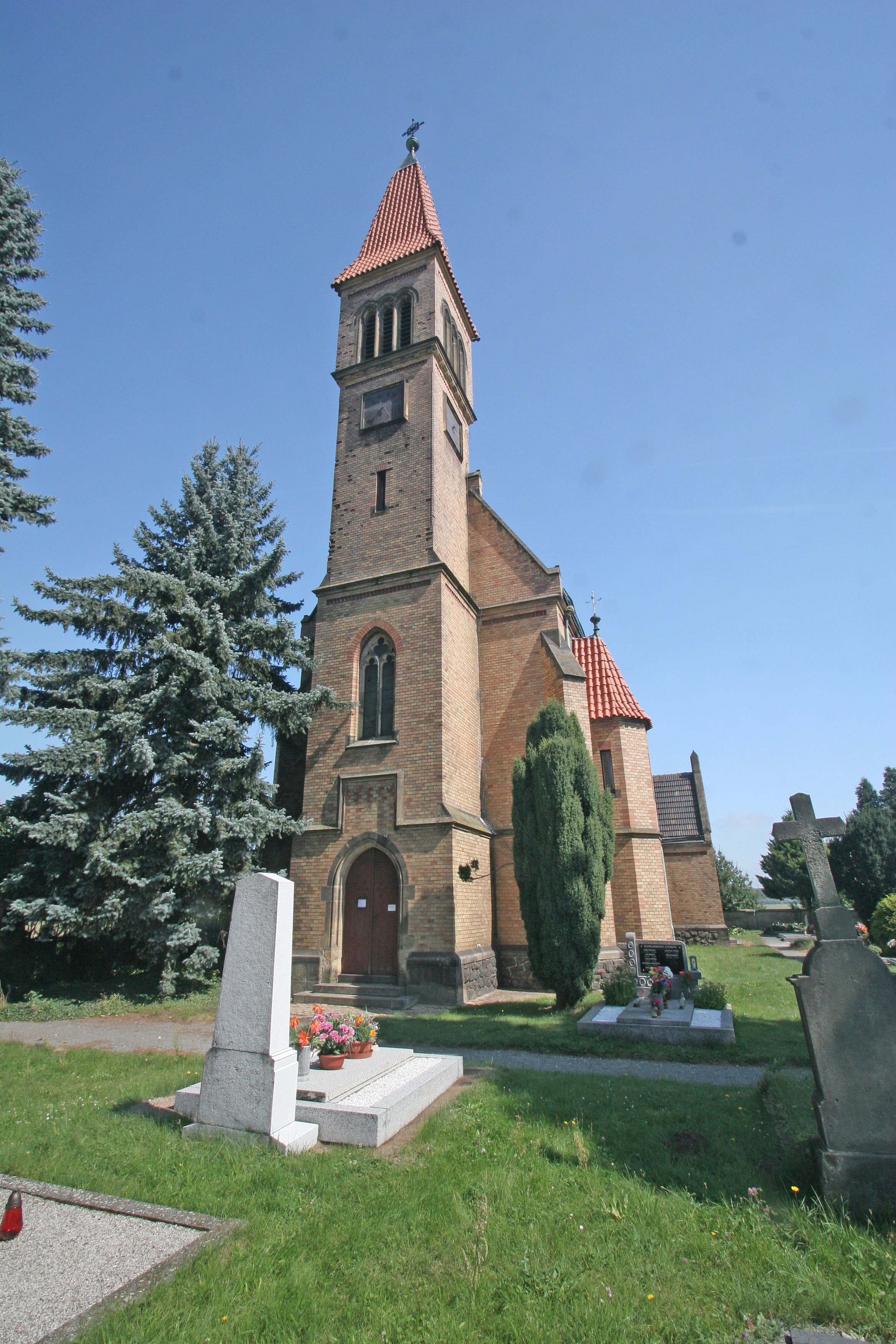
Kirche des hl. Laurentius

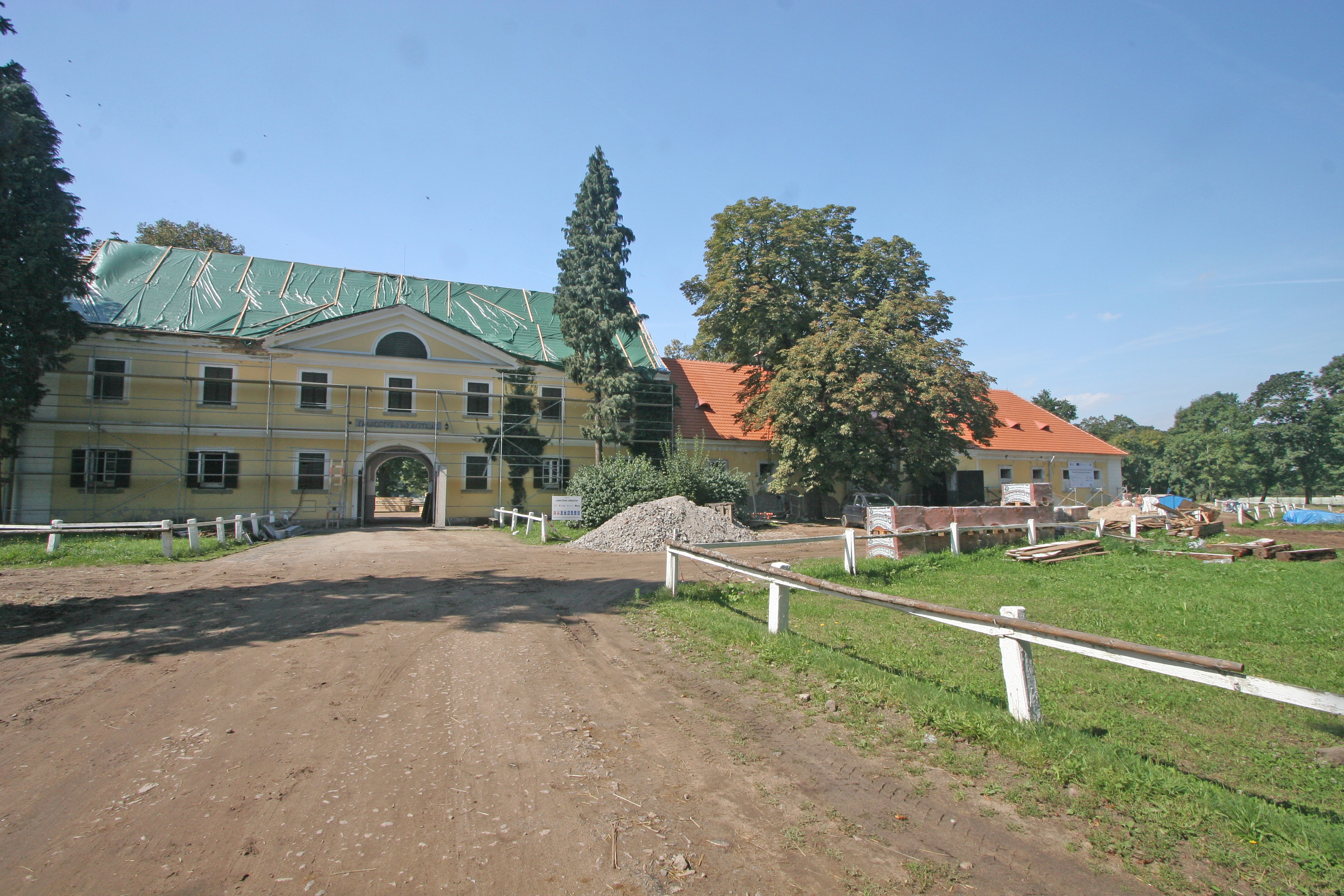
Franzenshof

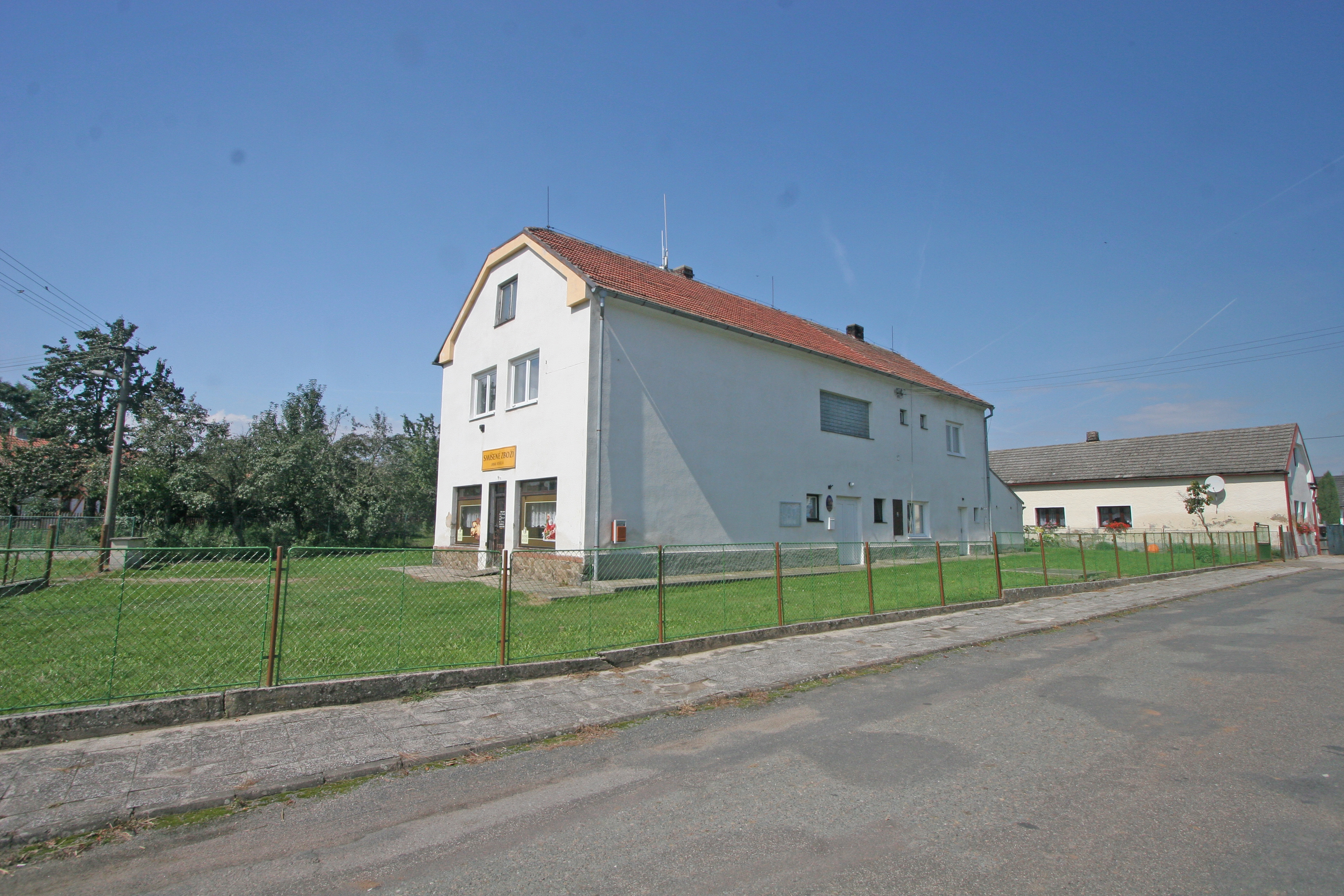
Gemeindeamt

Selmice (deutsch Selmitz) ist eine Gemeinde im Okres Pardubice in Tschechien. Sie liegt sechs Kilometer östlich von Týnec nad Labem.

## Geographie
Selmice befindet sich rechtsseitig der Elbe in der Polabská rovina (Elbniederung). Südlich liegt das Kraftwerk Chvaletice.
Nachbarorte sind Hlavečník und Tetov im Norden, Kolesa, Chaloupky, Na Sklepích und Kladruby nad Labem im Nordosten, V Mošnicích, U Mostu, Josefov und Semín im Osten, Řečany nad Labem und Trnávka im Südosten, Hornická Čtvrť im Süden, Chvaletice im Südwesten, Kojice und Labské Chrčice im Westen sowie Merenda, Uhlířská Lhota und Rasochy im Nordwesten.

## Geschichte
Die erste schriftliche Erwähnung des Dorfes erfolgte 1142 als Besitz des Benediktinerklosters Opatowitz. Später gelangte der Ort zu den Besitzungen des Zisterzienserklosters Sedlec und wurde diesem während der Hussitenkriege entzogen. 1436 überschrieb König Sigismund das Teinitzer Gut mit dem Städtchen Tajnec sowie den Dörfern Chrčice, Selmice und Krakovany dem Vanek von Miletínek. Im 16. Jahrhundert erwarben die Herren von Pernstein das Dorf. Als Jaroslav von Pernstein 1560 die Herrschaft Kunburg an König Ferdinand I. verkaufte, gehörte Selmice zu deren Gütern. Nach der Zerstörung der Burg wurden deren Ländereien der Herrschaft Pardubitz zugeschlagen. König Franz I. ließ 1831 nördlich von Selmice den Franzenshof als Filiale des k.k. Hofgestüts Kladrub für die ein- bis vierjährigen Pferde anlegen.
Im Jahre 1835 bestand das im Chrudimer Kreis gelegene Dorf Selmitz aus 30 Häusern, in denen 230 Personen, darunter zwei protestantische und eine jüdische Familie lebten. Im Ort gab es eine Filialkirche des hl. Laurentius. Zu Selmitz konskribiert war der Franzenshof. Katholischer Pfarrort war Elbe-Teinitz, das Personal des Franzenshofs war jedoch nach Kladrub eingepfarrt. Bis zur Mitte des 19. Jahrhunderts blieb Selmitz der k.k. Kameralherrschaft Pardubitz untertänig.
Nach der Aufhebung der Patrimonialherrschaften bildete Selmice ab 1849 eine Gemeinde im Gerichtsbezirk Chlumetz. Im Jahre 1855 wurde die Gemeinde dem Gerichtsbezirk Přelauč zugeordnet. Zu Beginn der 1860er Jahre erfolgte die Eingemeindung von Kladruby. Ab 1868 gehörte die Gemeinde zum Bezirk Pardubitz. 1873 brannte der Fohlenstall des Franzenshofes ab, er wurde aber im selben Jahr wieder aufgebaut. In den 1880er Jahren kamen Mošnice und Semínská Vrata als Ortsteile hinzu. Zum Ende des 19. Jahrhunderts wurde die Gemeinde in Kladruby nad Labem umbenannt. Das k.k. Hofgestüt Kladrub wurde 1918 verstaatlicht. Im Jahre 1947 löste sich Selmice von Kladruby nach Labem los und bildete eine eigene Gemeinde.  1949 wurde Selmice dem Okres Přelouč zugeordnet; dieser wurde im Zuge der Gebietsreform von 1960 aufgehoben, seitdem gehört die Gemeinde zum Okres Pardubice.

## Gemeindegliederung
Für die Gemeinde Selmice sind keine Ortsteile ausgewiesen. Zu Selmice gehört die Einschicht Dvůr (Franzenshof).

## Sehenswürdigkeiten
- Kirche des hl. Laurentius, der neoromanische Bau entstand 1903–1904 nach Plänen von Jan Hrádek Karolinenthal an der Stelle eines hölzernen Vorgängerbaus. Die Glocken stammen aus der Mitte des 16. Jahrhunderts, das Altarbild schuf der Maler František Dvořák Brunner aus Přelouč, Kulturdenkmal
- Filialgestüt Franzenshof des Nationalgestüts Kladruby nad Labem, Kulturdenkmal
- Statue des hl. Gotthard
- Wegkreuz, erhalten ist nur der mächtige verzierte Steinsockel mit Inschrift
- Gedenkstein für die Gefallenen